# Mersad Berber
Pour les articles homonymes, voir Berber.
Mersad Berber, né le 1er janvier 1940 à Bosanski Petrovac, dans le royaume de Yougoslavie et mort le 7 octobre 2012 à Zagreb,  est un artiste peintre bosnien.
Berber a obtenu un diplôme  BA et un MA à l'Académie des Beaux-Arts de  Ljubljana et à partir de 1978, il est  professeur à l'Académie des Beaux-Arts de Sarajevo.
Au long de sa carrière, il a créé des cycles de peintures qui relatent des événements, des hommages et des dédicaces. Chaque cycle a ses racines dans l'histoire de Bosnie-Herzégovine de l'époque médiévale au XXe siècle. Ses œuvres se caractérisent par l'imbrication de motifs anciens avec un commentaire plus moderne.
Ses œuvres sont aussi complexes que ses sujets, combinant des techniques de différentes époques et des lieux tout en conservant une esthétique et une allure qui a attiré des collectionneurs pour les 40 dernières années.
Berber a été occupé avec la peinture, les arts graphiques, de la tapisserie, l'illustration et la préparation des éditions bibliographiques, graphiques et cartes poétiques. Sa scénographie et les costumes sont vues dans les théâtres de Ljubljana, Zagreb, Sarajevo et à Washington. En 1985 Berber finit "Tempo Secondo", sa propre bande dessinée animée.
Berber est un des artistes contemporains les plus significatifs.  Il a été inclus dans la collection de la Tate Gallery en 1984.
Depuis 1992 Mersad Berber a vécu et travaillé à Zagreb et Dubrovnik.